# Wladimir Wassiljewitsch Bolotin
Wladimir Wassiljewitsch Bolotin (russisch Влади́мир Васи́льевич Боло́тин; * 29. März 1926 in Tambow; † 28. Mai 2008 in Moskau) war ein sowjetisch-russischer Maschinenbauingenieur mit Schwerpunkt Kontinuumsmechanik und Mechanik fester Körper und Hochschullehrer.

## Leben
Bolotin studierte an der Staatlichen Universität für Verkehrswesen Moskau (MIIT) mit Spezialisierung auf Brücken und Tunnel. Nach dem Abschluss 1948 folgte die Aspirantur. 1950 verteidigte er erfolgreich seine Kandidat-Dissertation und 1952 seine Doktor-Dissertation.
1953 begann Bolotin seine Arbeit am Lehrstuhl für Verformungswiderstand der Materialien der Fakultät für Energiemaschinenbau des Moskauer Energetischen Instituts (MEI), den er 1958 bis 1996 leitete. Er richtete 1962 den Lehrstuhl auf Untersuchungen der Dynamik und Festigkeit von Maschinen (DPM) aus, so dass der Lehrstuhl 1969 entsprechend umbenannt wurde. In den Jahren 1960–1980 beteiligte er sich an Anwendungsuntersuchungen im Bereich der Luft- und Raumfahrt, des Schiffsbaus und der Kernenergie. 1974 wurde Bolotin Korrespondierendes Mitglied der Akademie der Wissenschaften der UdSSR (AN-SSSR) (und 1992 Vollmitglied). 1980 wurde Bolotin neben seiner Lehrtätigkeit Leiter des Laboratoriums für Zuverlässigkeit und Haltbarkeit des Instituts für Maschinenwesen der AN-SSSR. 1980–1985 leitete er die Ausarbeitung einer neuen Generation von staatlichen Sicherheitsstandards für technische Objekte. Unter Bolotins Führung entstanden 20 Doktor-Dissertationen und mehr als 150 Kandidat-Dissertationen. Bolotins Schüler arbeiteten in vielen Gebieten der Wissenschaft und Technik (einschließlich Gazprom). 1996 wurde Bolotin emeritiert, jedoch hielt er weiter Vorlesungen für die Studenten. Bolotin beherrschte perfekt Englisch und Deutsch, so dass er viele seiner Arbeiten und Bücher in diese Sprachen übersetzte.
Bolotin trug wesentlich zur Theoretischen und Angewandten Mechanik bei, insbesondere zur Theorie der Schwingungen, Stabilitätstheorie, Elastizitätstheorie, Strukturmechanik, Theorie der Zuverlässigkeit und Sicherheit von Maschinen und Konstruktionen, Bruchmechanik und Theorie der Verbundwerkstoffe. Bei der Problembehandlung setzte er auch statistische und wahrscheinlichkeitstheoretische Methoden ein.
Bolotin starb nach langer Krankheit und wurde auf dem Friedhof Trojekurowo begraben. Er hinterließ seine Frau Kira Sergejewna Bolotina, Dozentin am Lehrstuhl für allgemeine Physik des MEI, und die Zwillinge Sergei, Professor am Lehrstuhl für Theoretische Mechanik und Mechatronik der Lomonossow-Universität Moskau und Juri, Professor für Angewandte Mechanik und Regelung an der Lomonossow-Universität.
2009 bekam der DPM-Lehrstuhl des MEI den Namen Bolotin-Lehrstuhl.

## Ehrungen
- Leninorden
- Orden des Roten Banners der Arbeit
- Orden der Oktoberrevolution
- Orden der Völkerfreundschaft
- Goldmedaille der Akademie der Wissenschaften der Tschechoslowakei
- Alfred Freudenthal-Medaille der American Society of Civil Engineers
- Ehrenpreis der International Association for Structural Safety and Reliability
- Staatspreis der UdSSR (1985) für die Arbeiten zur Lebensdauervorhersage von Maschinen
- Staatspreis der Russischen Föderation (2000) für die Arbeiten zur Theorie großer Deformationen, Schadensakkumulation und Bruch von Konstruktionswerkstoffen